# Todi DOC
Unter der Bezeichnung Todi DOC werden italienische Weiß- und Rotweine aus der Provinz Perugia in der Region Umbrien vermarktet. Sie besitzen seit 2010 eine „kontrollierte Herkunftsbezeichnung“ (Denominazione di origine controllata – DOC), die zuletzt am 7. März 2014 aktualisiert wurde.

## Erzeugung
Todi DOC wird in folgenden Weintypen angeboten:
- Todi Bianco. Muss zu mindestens 50 % aus der Rebsorte Grechetto bestehen. Höchstens 50 % andere weiße Rebsorten, die für den Anbau in der Region Umbrien zugelassen sind, dürfen zugesetzt werden.
- Todi Rosso. Muss zu mindestens 50 % aus der Rebsorte Sangiovese bestehen. Höchstens 50 % andere rote Rebsorten, die für den Anbau in der Region Umbrien zugelassen sind, dürfen zugesetzt werden.

Weiterhin werden fast sortenreine Weine angeboten. Die in der Bezeichnung genannte Rebsorte muss zu mindestens 85 % enthalten sein. Höchstens 15 % andere analoge Rebsorten, die für den Anbau in der Region Umbrien zugelassen sind, dürfen zugesetzt werden.
- Todi Grechetto oder Grechetto di Todi
- Todi Sangiovese oder Sangiovese di Todi
- Todi Merlot oder Merlot di Todi

## Anbau
Der Anbau und die Vinifikation der Weine sind nur in Todi, Massa Martana, Monte Castello di Vibio und Collazzone (alle in der Provinz Perugia) gestattet.

## Beschreibung
Gemäß Denomination (Auszug):

### Todi Bianco
- Farbe: strohgelb, mit leicht grünlichen Reflexen
- Geruch: weinig, zart, fruchtig
- Geschmack: von trocken bis halbtrocken, frisch, harmonisch, manchmal lebhaft
- Alkoholgehalt: mindestens 11,5 Vol.-%
- Säuregehalt: mind. 4,5 g/l
- Trockenextrakt: mind. 16,0 g/l

### Todi Rosso
- Farbe: rubinrot, lebhaft, mehr oder weniger intensiv
- Geruch: weinig, angenehm fruchtig
- Geschmack: trocken, voll, leicht tanninhaltig
- Alkoholgehalt: mindestens 12,0 Vol.-%, bei „Superiore“ 12,5 Vol.-%
- Säuregehalt: mind. 4,5 g/l
- Trockenextrakt: mind. 20,0 g/l, bei „Superiore“ 23,0 g/l